# Atanus serratus
Atanus serratus är en insektsart som beskrevs av Keti Maria Rocha Zanol 1998. Atanus serratus ingår i släktet Atanus och familjen dvärgstritar. Inga underarter finns listade i Catalogue of Life.